# گیلرمه آرانا
گیلرمه انتونیو آرانا لوپس (پرتغالی: Guilherme Antonio Arana Lopes؛ زادهٔ ۱۴ آوریل ۱۹۹۷) بازیکن فوتبال اهل برزیل است.
از باشگاه‌هایی که در آن بازی کرده‌است می‌توان به کورینتیانس، اتلتیکو پارانائنزه و سویا اشاره کرد.